# Hugo Herrera Gaete
Hugo Alejandro Herrera Gaete (Pelequén, Región de O'Higgins, 31 de enero de 1998) es un futbolista chileno que juega de volante actualmente en Unión San Felipe de la Primera B de Chile. Ha sido internacional con la Selección de fútbol sub-17 de Chile.

## Trayectoria
Hugo Herrera llegó a O'Higgins integrándose a las divisiones menores del club celeste. A mediados del 2016 es enviado a préstamo a Naval de Talcahuano, club que lo hace debutar en el fútbol profesional bajo las órdenes de Óscar Correa en un encuentro contra Deportes Santa Cruz por la Segunda División Profesional ingresando en el minuto 59 por Rubén Sepúlveda, partido que finalizó 2-1 en favor de los santacruzanos  En 2015 fue sparring de Jorge Sampaoli para la Copa América que se realizó en Chile A principios de 2017 vuelve a su club de origen O'Higgins.

## Estadísticas
| Club                      | Div.                | Temporada           | Liga  | Liga  | Copas nacionales | Copas nacionales | Torneos internacionales | Torneos internacionales | Total | Total |
| Club                      | Div.                | Temporada           | Part. | Goles | Part.            | Goles            | Part.                   | Goles                   | Part. | Goles |
| ------------------------- | ------------------- | ------------------- | ----- | ----- | ---------------- | ---------------- | ----------------------- | ----------------------- | ----- | ----- |
| Naval · Chile             | 3.ª                 | 2016                | 5     | 0     | —                | —                | —                       | —                       | 5     | 0     |
| Naval · Chile             | Total               | Total               | 5     | 0     | 0                | 0                | 0                       | 0                       | 5     | 0     |
| O'Higgins · Chile         | 1.ª                 | 2017                | 10    | 0     | 1                | 0                | —                       | —                       | 11    | 0     |
| O'Higgins · Chile         | 1.ª                 | 2018                | 3     | 0     | —                | —                | —                       | —                       | 3     | 0     |
| O'Higgins · Chile         | Total               | Total               | 13    | 0     | 1                | 0                | 0                       | 0                       | 14    | 0     |
| Lautaro de Buin · Chile   | 3.ª                 | 2019                | 17    | 6     | 1                | 0                | —                       | —                       | 18    | 6     |
| Lautaro de Buin · Chile   | Total               | Total               | 17    | 6     | 1                | 0                | 0                       | 0                       | 18    | 6     |
| Colchagua CD · Chile      | 3.ª                 | 2021                | 18    | 3     | 1                | 0                | —                       | —                       | 19    | 3     |
| Colchagua CD · Chile      | Total               | Total               | 18    | 3     | 1                | 0                | 0                       | 0                       | 19    | 3     |
| General Velásquez · Chile | 3.ª                 | 2022                | 19    | 3     | 3                | 1                | —                       | —                       | 22    | 4     |
| General Velásquez · Chile | Total               | Total               | 19    | 3     | 3                | 1                | 0                       | 0                       | 22    | 4     |
| Union San Felipe · Chile  | 2.ª                 | 2023                | 25    | 0     | 0                | 0                | —                       | —                       | 25    | 0     |
| Union San Felipe · Chile  | 2.ª                 | 2024                | 26    | 2     | 0                | 0                | —                       | —                       | 26    | 2     |
| Union San Felipe · Chile  | 2.ª                 | 2025                | 2     | 0     | 0                | 0                | —                       | —                       | 2     | 0     |
| Union San Felipe · Chile  | Total               | Total               | 53    | 2     | 0                | 0                | 0                       | 0                       | 53    | 2     |
| Total en su carrera       | Total en su carrera | Total en su carrera | 115   | 14    | 6                | 1                | 0                       | 0                       | 121   | 15    |
| 1. 2.                     |                     |                     |       |       |                  |                  |                         |                         |       |       |